# Республиканская партия (Чили, 2019)
Республиканская партия (исп. Partido Republicano) — правая консервативная политическая партия в Чили, основанная в 2019 году Хосе Антонио Кастом. Входит в коалицию Христианско-социальный фронт.

## История
Хосе Антонио Каст, основатель партии, был членом Палаты депутатов в течение 16 лет и членом Независимого демократического союза в течение 20 лет. На выборах 2017 года баллотировался в президенты и занял 4-е место, получив почти 8 % голосов. Вскоре Каст разочаровался в политике Независимого демократического союза и подал в отставку в знак протеста, полагая, что партия слишком часто критиковала бывшего чилийского диктатора Аугусто Пиночета. Опираясь на поддержку, полученную на выборах 2017 года, Каст основал своё политическое движение, в которое перешли многие члены Независимого демократического союза.
Республиканская партия зародилась как чилийское проявление консервативной волны в Латинской Америке. 3 марта 2018 года Каст провёл первое собрание нового движения. Спустя некоторое время, 9 апреля 2018 года, движение было представлено в Лас-Кондесе и было названо «Республиканская акция» (Acción Republicana). 10 июня 2019 года Каст представил партию в Избирательную комиссию Чили. 21 января 2020 года Избирательная комиссия юридически сертифицировала партию в регионах О’Хиггинс, Мауле и Ньюбле после предъявления необходимого количества подписей. 14 августа 2020 года партия была официально учреждена в регионах Био-Био и в Араукании, где в то время происходили беспорядки, связанные с конфликтом с мапуче.
9 сентября партия была создана в столичной области Сантьяго, и было объявлено, что партия представит кандидатов на муниципальных выборах. 19 июля 2021 года партия была сформирована в регионах Арика и Паринакота, Атакама, Айсен и Магалланес, что сделало её партией национального уровня, сформированной во всех регионах Чили.

## Идеология
Идеология Республиканской партии описывается как ультраправая, авторитарная, консервативная, нативистская, националистическая и правая популистская. Политолог Кристобаль Ровира относит РП к правым популистским радикалам, а не к ультраправым, что с академической точки зрения является неправильным обозначением для партии. По словам политолога Миреи Давилы, партия содержит некоторые позиции, типичные для ультраправых, но отмечает, что ультраправые группы также находят своё выражение в правых партиях Национальное обновление и Независимый демократический союз.
Идеологическая доктрина партии аналогична существовавшему ранее гремиализму и является основной группой нового ультраправого движения в Чили «органического пиночетизма». Считается, что Республиканская партия появилась в чилийской политике аналогично испанской ультраправой партии «Голос», отделившись от существующей партии правого крыла, чтобы собрать разочарованных избирателей. Республиканская партия призывает принять меры по сокращению нелегальной иммиграции, включая строительство рва вдоль границы с Боливией. Партия называет недавние массовые протесты в Чили идеологическим терроризмом и называет движения коренных народов наркотерроризмом. Что касается экономической политики, Республиканская партия поддерживает неолиберализм и рыночную экономику, включая снижение налогов. Республиканская партия придерживается социально консервативных взглядов на гетеропатриархальное общество и придерживается традиционной точки зрения западного христианства, поддерживая гетеросексуальную нуклеарную семью, одновременно выступая против абортов и ассистированного суицида.

## Участие в выборах

### Парламентские выборы
| Выборы | Палата депутатов | Палата депутатов | Палата депутатов | Сенат   | Сенат  | Сенат   | Позиция |
| Выборы | Голосов          | %                | Мест             | Голосов | %      | Мест    | Позиция |
| ------ | ---------------- | ---------------- | ---------------- | ------- | ------ | ------- | ------- |
| 2021   | 666 726          | 10,54 %          | 14 из 155        | 336 305 | 7,22 % | 1 из 50 |         |

### Президентские выборы
| Выборы | Кандидат          | 1-й тур   | 1-й тур | 2-й тур | 2-й тур | Результат |
| Выборы | Кандидат          | Голосов   | %       | Голосов | %       | Результат |
| ------ | ----------------- | --------- | ------- | ------- | ------- | --------- |
| 2021   | Хосе Антонио Каст | 1 961 779 | 27,91 % |         |         |           |